# Koruna (seriál)
Koruna (v anglickém originále The Crown) je historický dramatický televizní seriál, jehož tvůrcem a scenáristou je Peter Morgan. Seriál pojednává o vládě královny Alžběty II. Na jeho produkci pro televizi Netflix se podílely společnosti Left Bank Pictures a Sony Pictures Television.

## Obsah
Jedná se o životopisný seriál o vládě královny Alžběty II. První řada se zaměřovala na její manželství s princem Philipem, vévodou z Edinburghu, jímž v roce 1947 začíná, a končí zrušením zasnoubení princezny Margaret s Peterem Townsendem v roce 1955. Druhá řada začala Suezskou krizí z roku 1956 a přes odstoupení Harolda Macmillana, jejího třetí premiéra, končila narozením prince Edwarda. Třetí řada začala v roce 1964 s jmenováním Harolda Wilsona premiérem a končila jeho odstoupením v roce 1976. Čtvrtá řada se odehrává v letech 1979–1990, představuje premiérku Margaret Thatcher a také princeznu Dianu. Pátá série zahrnuje roky 1991 až 1997 a zaměřuje se na „Válku Walesů“ a následný rozvod Charlese a Diany, stejně jako vzestup rodiny Al-Fayedů a rok 1992, královnin „annus horribilis“. Šestá série (která je rovněž poslední), se zaměřila na události ve 21. století.

## Vznik seriálu
Myšlenka na seriál The Crown se zrodila z Morganova filmu Královna (2005) a jeho divadelní hry The Audience (2013). Naplánováno bylo šest řad po deseti dílech, každém o délce jedné hodiny. Po každých dvou řadách by se mělo kompletně obměnit obsazení, aby se vizáž herců nemusela příliš upravovat. V první a druhé řadě Alžbětu hrála Claire Foy. V třetí a čtvrté řadě po ní roli převzala Olivia Colmanová. Pro pátou a šestou řadu byla ohlášena herečka Imelda Staunton. Její sestru Margaret nejprve ztvárnila Vanessa Kirby, do její starší verze byla obsazena Helena Bonham Carterová a pro pátou a šestou řadu byla angažována Lesley Manville. Alžbětina manžela Philipa v prvních dvou řadách hrál Matt Smith, ve třetí a čtvrté řadě Tobias Menzies a pro pátou a šestou řadu byl obsazen Jonathan Pryce.

## Obsazení

### Hlavní role
- Královna Alžbeta II.
  - Claire Foy (1. a 2. řada, objevující se v 4. řadě)
  - Olivia Colmanová (3. a 4. řada)[3]
  - Imelda Staunton (5. a 6. série)
- Princ Philip, vévoda z Edinburghu
  - Matt Smith (1. a 2. řada)
  - Tobias Menzies (3. a 4. řada)
  - Jonathan Pryce (5. řada)
- Princezna Margaret, sestra Alžběty II.
  - Vanessa Kirby (1. a 2. řada)[4]
  - Helena Bonham Carter (3. a 4. řada)
  - Lesley Manville (5. a 6. řada)

- Královna Mary z Tecku, babička Alžběty II.
  - Eileen Atkins (1. řada)
- Král Jiří VI., otec Alžběty a Margaret
  - Jared Harris (1. a 2. řada)
- Královna Alžběta, královna matka, matka Alžběty a Margaret
  - Victoria Hamilton (1. a 2. řada)
  - Marion Bailey (3. a 4. řada)
- Anthony Eden, ministr zahraničních věcí a později premiér
  - Jeremy Northam (1. a 2. řada)
- Kapitán Peter Townsend, snoubenec Margaret
  - Ben Miles (1. a 2. řada)
- Louis Mountbatten, 1. hrabě Mountbatten z Barmy, strýc Philipa
  - Greg Wise (1. a 2. řada)
  - Charles Dance (3. a 4. řada)
- Winston Churchill, premiér Spojeného království
  - John Lithgow (1., objevující se v 2. a 3. řadě)
- Král Eduard VIII. vévoda z Windsoru, strýc Alžběty
  - Alex Jennings (1. a 2. řada)
  - Derek Jacobi (3. řada)
- Wallis, vévodkyně z Windsoru, manželka Eduarda VIII.
  - Lia Williams (1. a 2. řada)
  - Geraldine Chaplin (3. řada)
- Harold Macmillan, premiér Spojeného království
  - Anton Lesser (2. řada)
- Antony Armstrong-Jones, 1. hrabě ze Snowdonu, snoubenec a později manžel princezny Margaret
  - Matthew Goode (2. řada)
  - Ben Daniels (3. řada)
- Charles, princ z Walesu
  - Josh O'Connor (3. a 4. řada)
- Princezna Anne Mountbatten-Windsor
  - Erin Doherty (3. a 4. řada)
- Harold Wilson, premiér Spojeného království
  - Jason Watkins (3. řada)
- Edward Heath, premiér Spojeného království
  - Michael Maloney (3. řada)
- Camilla Parker Bowles
  - Emerald Fennell (3. a 4 . řada)
- Margaret Thatcherová, premiérka Spojeného království
  - Gillian Anderson (4. řada)
- Denis Thatcher
  - Stephen Boxer (4. řada)
- Diana, princezna z Walesu
  - Emma Corrin (4. řada)
  - Elizabeth Debicki (5. a 6. řada)

### Hostující role
Herci, kteří jsou uvedeni v úvodních titulcích pouze u daného dílu, kde hrají důležitou roli.
- Stephen Dillane jako Graham Sutherland, malíř pracující na Churchillově portrétu (1. řada, 9. díl)
- Gemma Whelan jako Patricia Campbell, Altrinchamova sekretářka a spoluautorka úvodníku (2. řada, 5. díl)
- John Heffernan jako Lord Altrincham, autor úvodníku kritizujícího královnu. (2. řada, 5. díl)
- Paul Sparks jako Billy Graham, americký reverend (2. řada, 6. díl)
- Michael C. Hall jako John F. Kennedy, americký prezident (2. řada, 8. díl)
- Jodi Balfour jako Jacqueline Kennedy, americká první dáma (2. řada, 8. díl)
- Burghart Klaussner jako Dr. Kurt Hahn, zakladatel školy Gordonstoun (2. řada, 9. díl)
- Finn Elliot jako princ Philip ve školním věku (2. řada, 2. a 9. díl)
- Julian Baring jako princ Charles ve školním věku (2. řada, 5., 7., 9. a 10. díl)

### Vedlejší role
Představené v 1. řadě
- Verity Russel jako malá princezna Alžběta
- Beau Gadson jako malá princezna Margaret
- Billy Jenkins jako malý princ Charles
- Harriet Walter jako Clementine Churchill, manželka Winstona Churchilla
- Clive Francis jako lord Sallisbury
- Nicholas Rowe jako Jock Collvile
- Pip Torrens jako Tommy Lascelles, královnin poradce
- Harry Hadden-Paton jako Martin Charteris
- Daniel Ings jako Mike Parker
- James Hillier jako osobní asistent člena královské rodiny (equerry)
- Lizzy McInnerny jako Margaret "Bobo" MacDonald
- Michael Bertenshaw jako Piers Leigh
- Simon Chandler jako Clement Attlee
- Kate Phillips jako Venetia Scott, sekrertářka Winstona Churchilla
- Patrick Ryecart jako Bernard Fitzalan-Howard, 16. vévoda z Norfolku
- Ronald Pickup jako Geoffrey Fisher, arcibiskup z Canterbury
- Nigel Cooke jako Harry Crookshank
- Will Keen jako Michael Adeane
- Patrick Drury jako lord Chamberlain
- John Woodvine jako Cyril Garbett, arcibiskup z Yorku
- James Laureson jako doktor John Weir
- Nicholas Jones jako lord Moran
- Mark Tandy jako Cecil Beaton, dvorní fotograf královské rodiny
- Rosalind Knight jako princezna Alice Řecká a Dánská
- Andy Sanderson jako princ Henry, vévoda z Gloucesteru
- Michael Culkin jako Rab Butler
- George Asprey jako Walter Monckton
- Daniel Betts jako Ernest Augustus von Hanover
- Anna Madeley jako Clarissa Eden
- Tony Guilfoyle jako Michael Ramsey, biskup z Durhamu
- Paul Thornley jako Bill Mattheson
- Richard Clifford jako Norman Hartnell
- Joseph Kloska jako Porchey
- Josh Taylor jako Johnny Dalkeith
- David Shields jako Colin Tennant
- Amir Boutrous jako Gamal Abdel Nasser

Představené v 2. řadě
- Chloe Pirrie jako Eileen Parker
- Lucy Russell jako lady Mountbatten
- Sylvestra Le Touzel jako Dorothy Macmillian
- Lyla Barrett-Rye jako malá princezna Anne

## Řady a díly
| Řada | Díly | Premiéra na Netflixu                |                                     |
| ---- | ---- | ----------------------------------- | ----------------------------------- |
| 1    | 10   | 4. listopadu 2016                   | 4. listopadu 2016                   |
| 2    | 10   | 8. prosince 2017                    | 8. prosince 2017                    |
| 3    | 10   | 17. listopadu 2019                  | 17. listopadu 2019                  |
| 4    | 10   | 15. listopadu 2020                  | 15. listopadu 2020                  |
| 5    | 10   | 9. listopadu 2022                   | 9. listopadu 2022                   |
| 6    | 46   | 16. listopadu 202314. prosince 2023 | 16. listopadu 202314. prosince 2023 |

## Produkce

### Vznik seriálu
Hlavním scenáristou seriálu je Peter Morgan, který se již životu královny Alžběty II. věnoval ve dvou dílech. V roce 2006 napsal scénář pro snímek Královna a v roce 2013 divadelní hru The Audience. Hlavními režiséry pracujícími na seriálu se pak stali Stephen Daldry, Philip Martin, Julian Jarrold a Benjamin Caron. V době vzniku první řady o 10 dílech se jednalo o doposud nejdražší seriál, který Netflix financoval v koprodukci s Left Bank Pictures. Cena se vyšplhala zhruba na 100 milionů liber.
Po úspěchu první řady seriálu byla objednána druhá řada hned následující rok, kdy Morgan také oznámil, že existuje plán na 6 řad po 10 dílech. Od října 2017 se začalo pracovat na očekávané 3. a 4. řadě, jejichž vznik Netflix oficiálně potvrdil v lednu roku 2018.

### Natáčení
Čtvrtina první řady se natáčela Elstree Studios v Borehamwoodu, v hrabství Hertfordshire, zatímco zbytek byl natočen ve skutečných lokacích za celkem 152 natáčecích dní. Ve studiích měli filmaři postavené kulisy soukromých interiérů, letadel, sněmovnu parlamentu a exteriér Downing Street č.10 , kde sídlí předseda vlády Spojeného království.
Mnoho lokací nahradilo jiné a bylo později postprodukčně upraveno vizuálními efekty. Například Lancaster House, Wrotham Park a Wilton House posloužily jako kopie pro Buckinghamský palác, Westminsterské opatství nahradila Elyská katedrála a scény v Keni byly ve skutečnosti natáčené v Jihoafrické republice.
Druhá řada se začala natáčet v říjnu 2016, tedy ještě měsíc před premiérou první řady.